# Helius bigeminatus
Helius bigeminatus är en tvåvingeart som beskrevs av Alexander 1962. Helius bigeminatus ingår i släktet Helius och familjen småharkrankar. Inga underarter finns listade i Catalogue of Life.